# The Open Championship 2017
El Open Championship 2017 será la edición 146° del campeonato, celebrada 20 al 23 de julio de 2017 en Royal Birkdale Golf Club en Southport, Inglaterra. 
Será la 10° edición del campeonato jugó en el Royal Birkdale.

## Lugar de encuentro
El evento 2017 será el décimo abierto jugó en el Royal Birkdale Golf Club. La más reciente fue en 2008, cuando Pádraig Harrington defendió con éxito su título de 2007.

### Campo
| Hoyo   | 1   | 2   | 3   | 4   | 5   | 6   | 7   | 8   | 9   | Ida  | 10  | 11  | 12  | 13  | 14  | 15  | 16  | 17  | 18  | Vuelta | Total |
| ------ | --- | --- | --- | --- | --- | --- | --- | --- | --- | ---- | --- | --- | --- | --- | --- | --- | --- | --- | --- | ------ | ----- |
| Yardas | 450 | 421 | 451 | 201 | 346 | 499 | 178 | 457 | 414 | 3417 | 408 | 436 | 184 | 499 | 201 | 544 | 439 | 572 | 473 | 3756   | 7,173 |
| Par    | 4   | 4   | 4   | 3   | 4   | 4   | 3   | 4   | 4   | 34   | 4   | 4   | 3   | 4   | 3   | 5   | 4   | 5   | 4   | 36     | 70    |

## Jugadores
Cada jugador se clasifica de acuerdo a la primera categoría en la que se clasificó, pero otras categorías se muestran entre paréntesis.
1. The Open Champions 60 años o menos el 23 de julio de 2017
Stewart Cink (2), Darren Clarke (2), John Daly, David Duval, Ernie Els (2), Todd Hamilton, Pádraig Harrington (2), Zach Johnson (2,17), Paul Lawrie, Tom Lehman, Sandy Lyle, Rory McIlroy (2,3,4,5,10,12,17), Phil Mickelson (2,3,4,12,17), Mark O'Meara, Louis Oosthuizen (2,4,5), Henrik Stenson (2,3,4,5,17)
- Elegible, pero no entraron:  Ian Baker-Finch, Mark Calcavecchia, Nick Faldo, Justin Leonard, Nick Price, Tiger Woods
- Ben Curtis se retiró antes del torneo.

2. The Open Champions entre 2007–2016
3. Los 10 finalistas del Open Championship 2016
Sergio García (4,5,9,17), Bill Haas (4), Tyrrell Hatton (4,5), J. B. Holmes (4,12,17), Dustin Johnson (4,8,12,17), Andrew Johnston (5), Søren Kjeldsen (5), Steve Stricker
4. Los 50 mejores jugadores en la Clasificación Mundial Oficial (OWGR) para la semana del 21, 2017
Daniel Berger (12), Wesley Bryan, Rafael Cabrera-Bello (5,17), Paul Casey (12), Kevin Chappell (12), Jason Day (10,11,12), Ross Fisher (5), Matthew Fitzpatrick (5,17), Tommy Fleetwood, Rickie Fowler (11,17), Branden Grace (5), Emiliano Grillo (12), Adam Hadwin, Billy Horschel, Kim Si-woo (11,12), Kevin Kisner (12), Russell Knox (12), Brooks Koepka (8,17), Matt Kuchar (12,17), Marc Leishman, Hideki Matsuyama (12,21), William McGirt (12), Francesco Molinari (5), Ryan Moore (12,17), Alexander Norén (5,6), Pat Perez, Thomas Pieters (5,17), Jon Rahm, Patrick Reed (12,17), Justin Rose (8,14,17), Charl Schwartzel (5,12), Adam Scott (9,12), Brandt Snedeker (12,17), Jordan Spieth (8,9,12,17), Hideto Tanihara (22), Justin Thomas (12), Jimmy Walker (10,12,17), Bubba Watson (9,12), Bernd Wiesberger (5), Danny Willett (5,9,17), Gary Woodland (12)
5. Top 30 en la Carrera a Dubái 2016
Richard Bland, Scott Hend (18), David Horsey, Thongchai Jaidee, Martin Kaymer (8,17), Li Haotong, Shane Lowry, Joost Luiten, Thorbjørn Olesen, Andy Sullivan (17), Wang Jeung-hun, Lee Westwood (17), Chris Wood (6,17)
6. Los tres últimos ganadores BMW PGA Championship.
An Byeong-hun
7. Los 5 mejores jugadores, no ya exentos, dentro de los 20 primeros a la Carrera a Dubái 2017 a través del BMW International Open
Dylan Frittelli, Pablo Larrazábal, Alexander Lévy, David Lipsky, Fabrizio Zanotti
8. Los últimos 5 ganadores US Open
9. Los últimos 5 ganadores de Masters
10. Los últimos 5 ganadores PGA Championship
Jason Dufner (12)
11. Los últimos 3 ganadores Players Championship
12. Las 30 clasificados del Tour Championship 2016
Roberto Castro, Kevin Na, Sean O'Hair, Jhonattan Vegas
13. Los 5 mejores jugadores, no está ya exento, dentro del top 20 del 2017 de la Copa FedEx lista de puntos a través del Travelers Championship
Brian Harman, Russell Henley, Charley Hoffman, Brendan Steele
14. El ganador del Torneo Olímpico de Golf 2016
15. Ganador del Open de Argentina 2016
Kent Bulle
16. El ganador y finalista del Korea Open 2017
Chang Yi-keun, Kim Gi-whan
17. Jugadores de la Ryder Cup 2016
18. Ganador Asian Tour 2016 Orden de Mérito
19. Ganador del PGA Tour of Australasia 2016 Orden de Mérito
Matthew Griffin
20. Ganador del Sunshine Tour 2016 Orden de Mérito
Brandon Stone
21.Ganador del Japan Open 2016
22. Top 2 del Japan Golf Tour 2016
Yuta Ikeda
23. Top 2, , ya no exentos, en el Japan Golf Tour 2017 Lista Oficial a través del Japan Golf Tour Championship
Yūsaku Miyazato, Shaun Norris
24. El ganador del Senior Open Championship 2016
Paul Broadhurst
25. El ganador del Amateur Championship
Harry Elliss (a)
26. Ganador del U.S. Amateur 2016
Curtis Luck perderá su exención después de que se hizo profesional en abril de 2017.
27. Los ganadores de las ediciones 2016 y 2017 de la Amateur Europea
Luca Cianchetti (a), Alfie Plant (a)
28. Receptor del Mark H. Medal McCormack 2016
Maverick McNealy (a)

## Campeones del pasado en el campo

### Pasaron el corte
| Jugador        | País              | Año(s) en que ganó | R1 | R2 | R3 | R4 | Total | Para par | Terminó |
| -------------- | ----------------- | ------------------ | -- | -- | -- | -- | ----- | -------- | ------- |
| Henrik Stenson | Suecia            | 2016               | 69 | 73 | 65 |    | 207   | -3       |         |
| Rory McIlroy   | Irlanda del Norte | 2014               | 71 | 68 | 69 |    | 208   | -2       |         |
| Zach Johnson   | Estados Unidos    | 2015               | 75 | 66 | 70 | 66 | 278   | -2       |         |
| Ernie Els      | Sudáfrica         | 2002, 2012         | 68 | 73 | 71 | 74 | 285   | +5       |         |

### No pasaron el corte
| Jugador            | País              | Año(s) en que ganó | R1 | R2 | Total | Para par |
| ------------------ | ----------------- | ------------------ | -- | -- | ----- | -------- |
| Pádraig Harrington | Irlanda           | 2007, 2008         | 73 | 73 | 146   | +6       |
| Darren Clarke      | Irlanda del Norte | 2011               | 75 | 73 | 148   | +7       |
| Tom Lehman         | Estados Unidos    | 1996               | 72 | 76 | 148   | +8       |
| Paul Lawrie        | Escocia           | 1999               | 70 | 79 | 149   | +9       |
| Phil Mickelson     | Estados Unidos    | 2013               | 73 | 77 | 150   | +10      |
| Stewart Cink       | Estados Unidos    | 2009               | 77 | 73 | 150   | +10      |
| David Duval        | Estados Unidos    | 2001               | 79 | 72 | 151   | +11      |
| Mark O'Meara       | Estados Unidos    | 1998               | 81 | 70 | 151   | +11      |
| John Daly          | Estados Unidos    | 1995               | 74 | 78 | 152   | +12      |
| Louis Oosthuizen   | Sudáfrica         | 2010               | 78 | 74 | 152   | +12      |
| Sandy Lyle         | Escocia           | 1985               | 77 | 76 | 153   | +13      |
| Todd Hamilton      | Estados Unidos    | 2004               | 79 | 79 | 158   | +18      |

## Nacionalidades en el campo
| Norte América (54)  | Sur América (4) | Europa (58)           | Oceanía (13)      | Asia (18) | África (9)    |
| ------------------- | --------------- | --------------------- | ----------------- | --------- | ------------- |
| Canadá (2)          | Argentina (1)   | Inglaterra (28)       | Australia (11)    | China (1) | Sudáfrica (9) |
| Estados Unidos (52) | Colombia (1)    | Irlanda del Norte (2) | Nueva Zelanda (2) | India (2) |               |
|                     | Paraguay (1)    | Escocia (7)           |                   | Japón (4) |               |
| Venezuela (1)       | Gales (1)       | Corea del Sur (8)     |                   |           |               |
|                     | Irlanda (2)     | Tailandia (3)         |                   |           |               |
| Austria (1)         |                 |                       |                   |           |               |
| Bélgica (1)         |                 |                       |                   |           |               |
| Dinamarca (2)       |                 |                       |                   |           |               |
| Francia (3)         |                 |                       |                   |           |               |
| Alemania (1)        |                 |                       |                   |           |               |
| Italia (2)          |                 |                       |                   |           |               |
| Países Bajos (1)    |                 |                       |                   |           |               |
| España (4)          |                 |                       |                   |           |               |
| Suecia (3)          |                 |                       |                   |           |               |

## Resúmenes de ronda

### Primera ronda
Jueves, 20 de julio de 2017
Tres estadounidenses Brooks Koepka, Matt Kuchar y Jordan Spieth compartieron la ventaja después de la primera ronda con cinco bajo par, un golpe de ventaja de Paul Casey y Charl Schwartzel. El campeón reinante, Henrik Stenson, se encontraba bajo una marca de 69.
| #  | Jugador              | País           | Puntuación | Para par |
| -- | -------------------- | -------------- | ---------- | -------- |
| T1 | Brooks Koepka        | Estados Unidos | 65         | −5       |
| T1 | Matt Kuchar          | Estados Unidos | 65         | −5       |
| T1 | Jordan Spieth        | Estados Unidos | 65         | −5       |
| T4 | Paul Casey           | Inglaterra     | 66         | −4       |
| T4 | Charl Schwartzel     | Sudáfrica      | 66         | −4       |
| T6 | Richard Bland        | Inglaterra     | 67         | −3       |
| T6 | Rafael Cabrera-Bello | España         | 67         | −3       |
| T6 | Austin Connelly      | Canadá         | 67         | −3       |
| T6 | Charley Hoffman      | Estados Unidos | 67         | −3       |
| T6 | Ian Poulter          | Inglaterra     | 67         | −3       |
| T6 | Justin Thomas        | Estados Unidos | 67         | −3       |

### Segunda ronda
Viernes, 21 de julio de 2017
En condiciones difíciles Jordan Spieth hizo en su segunda ronda 69 para liderar por dos golpes de Matt Kuchar. Solo ocho jugadores obtuvieron una calificación inferior a la media para su segunda ronda, Zach Johnson fue la mejor ronda del día con 66. El amateur Alfie Plant fue el único aficionado en pasar el corte. Él hizo un águila (eagled) en el par-cinco del décimo quinto hoyo para hacer 73 con un total de 36 hoyos que suman 144.
| #   | Jugador              | País              | Puntuación | Para par |
| --- | -------------------- | ----------------- | ---------- | -------- |
| 1   | Jordan Spieth        | Estados Unidos    | 65-69=134  | −6       |
| 2   | Matt Kuchar          | Estados Unidos    | 65-71=136  | −4       |
| T3  | Brooks Koepka        | Estados Unidos    | 65-72=137  | −3       |
| T3  | Ian Poulter          | Inglaterra        | 67-70=137  | −3       |
| 5   | Richie Ramsay        | Escocia           | 68-70=138  | −2       |
| T6  | Richard Bland        | Inglaterra        | 67-72=139  | −1       |
| T6  | Austin Connelly      | Canadá            | 67-72=139  | −1       |
| T6  | Rory McIlroy         | Irlanda del Norte | 71-68=139  | −1       |
| T6  | Gary Woodland        | Estados Unidos    | 70-69=139  | −1       |
| T10 | Kent Bulle           | Estados Unidos    | 68-72=140  | E        |
| T10 | Rafael Cabrera-Bello | España            | 67-73=140  | E        |
| T10 | Charley Hoffman      | Estados Unidos    | 67-73=140  | E        |
| T10 | Russell Henley       | Estados Unidos    | 70-70=140  | E        |
| T10 | Chan Kim             | Estados Unidos    | 72-68=140  | E        |
| T10 | Jamie Lovemark       | Estados Unidos    | 71-69=140  | E        |
| T10 | Joost Luiten         | Países Bajos      | 68-72=140  | E        |
| T10 | Hideki Matsuyama     | Japón             | 68-72=140  | E        |
| T10 | Alexander Norén      | Suecia            | 68-72=140  | E        |
| T10 | Bubba Watson         | Estados Unidos    | 68-72=140  | E        |

### Tercera ronda
Sábado, 22 de julio de 2017
Jordan Spieth hizo 65 para tomar una ventaja de tres golpes sobre Matt Kuchar, quien hizo 66. En un día más fácil de anotar, Branden Grace hizo 62, rompiendo el récord de larga duración de 63 (hecho por Johnny Miller en la ronda final Del Abierto de los Estados Unidos de 1973). Muchos otros jugadores subieron en la tabla de clasificación, con los puntos culminantes Dustin Johnson, hizo 64 para conseguir el séptimo lugar, y Henrik Stenson, que hizo 65 para también conseguir el séptimo lugar. El promedio de gol fue de 69.03.
| #  | Jugador              | País           | Puntuación   | Para par |
| -- | -------------------- | -------------- | ------------ | -------- |
| 1  | Jordan Spieth        | Estados Unidos | 65-69-65=199 | −11      |
| 2  | Matt Kuchar          | Estados Unidos | 65-71-66=202 | −8       |
| T3 | Austin Connelly      | Canadá         | 67-72-66=205 | −5       |
| T3 | Brooks Koepka        | Estados Unidos | 65-72-68=205 | −5       |
| T5 | Branden Grace        | Sudáfrica      | 70-74-62=206 | −4       |
| T5 | Hideki Matsuyama     | Japón          | 68-72-66=206 | −4       |
| T7 | Rafael Cabrera-Bello | España         | 67-73-67=207 | −3       |
| T7 | Dustin Johnson       | Estados Unidos | 71-72-64=207 | −3       |
| T7 | Chan Kim             | Estados Unidos | 72-68-67=207 | −3       |
| T7 | Henrik Stenson       | Suecia         | 69-73-65=207 | −3       |

### Ronda final
Domingo, 23 de julio de 2017
| #  | Jugador              | País              | Puntuación      | Para par |
| -- | -------------------- | ----------------- | --------------- | -------- |
| 1  | Jordan Spieth        | Estados Unidos    | 65-69-65-69=268 | −12      |
| 2  | Matt Kuchar          | Estados Unidos    | 65-71-66-69=271 | −9       |
| 3  | Li Haotong           | China             | 69-73-69-63=274 | −6       |
| T4 | Rafael Cabrera-Bello | España            | 67-73-67-68=275 | −5       |
| T4 | Rory McIlroy         | Irlanda del Norte | 71-68-69-67=275 | −5       |
| T6 | Branden Grace        | Sudáfrica         | 70-74-62-70=276 | −4       |
| T6 | Brooks Koepka        | Estados Unidos    | 65-72-68-71=276 | −4       |
| T6 | Marc Leishman        | Australia         | 69-76-66-65=276 | −4       |
| T6 | Alexander Norén      | Suecia            | 68-72-69-67=276 | −4       |
| T6 | Matthew Southgate    | Inglaterra        | 72-72-67-65=276 | −4       |